# Mosconi Cup

Ehemaliges Logo des Mosconi Cup

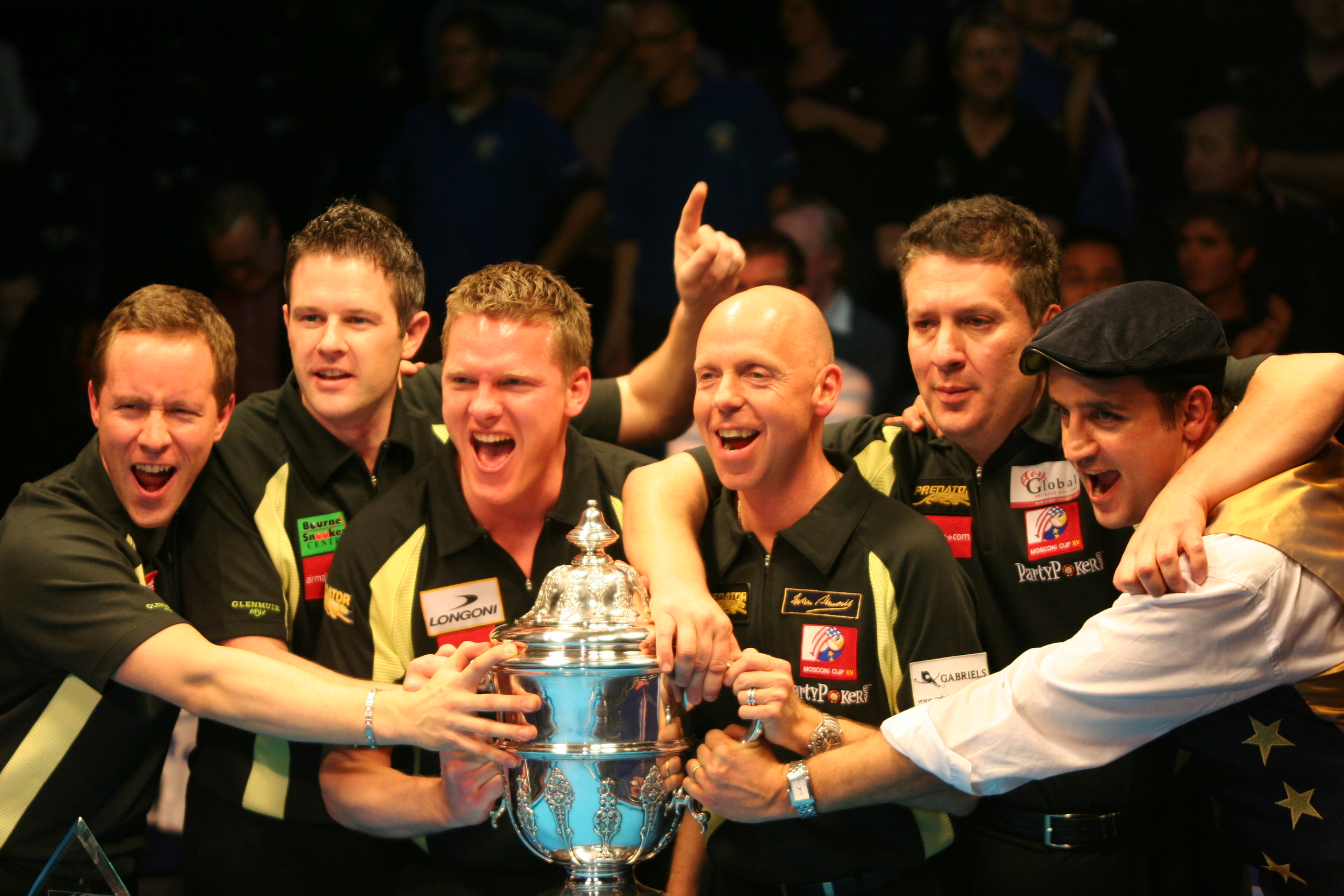
Team Europa nach dem Titelgewinn 2008

Der Mosconi Cup ist ein jährlich stattfindendes 9-Ball-Poolbillardturnier, bei dem ein Team aus Europa gegen ein Team aus den USA antritt. Jede Mannschaft besteht dabei aus fünf bis acht Spielern. Es wird zu Ehren der 1993 verstorbenen Billardlegende Willie Mosconi seit 1994 jährlich ausgetragen.
Zu den Teams zählten dabei bisher regelmäßig einige der bekanntesten und besten Poolbillard-Spieler der Welt. So sind für die USA bisher am häufigsten  Shane Van Boeing, Earl Strickland und Johnny Archer angetreten, während für Europa Niels Feijen, Mika Immonen und der Deutsche Ralf Souquet am häufigsten teilnahmen.
Der Mosconi Cup hat seit seiner Einführung mehrere Male den Spielmodus gewechselt. In den beiden ersten Turnieren spielte man noch auf 16 Punkte; diese Zahl wurde über die Jahre reduziert, inzwischen werden lediglich 11 gewonnene Sätze benötigt (also ein Best-of-21-Modus).
Im ersten Mosconi Cup im Jahre 1994 gehörten jedem Team zwei weibliche Spieler an. Für Europa starteten Franziska Stark und Allison Fisher, für die USA Jeanette Lee und Vivian Villarreal. Diese Regel wurde für die nachfolgenden Turniere abgeschafft.
2005 wurde die Shot clock eingeführt, jeder Spieler hat nun nur 30 Sekunden Zeit für seinen Stoß.
Der 30. Mosconi Cup 2023 fand vom 6. bis 9. Dezember im Alexandra Palace (Ally Pally) im Londoner Stadtteil Haringey statt, die europäische Mannschaft konnte mit einem Endstand von 11:3 einen klaren Sieg erringen.

## Statistiken

### Statistik der bisherigen Turniere
| Jahr | Austragungsort        | Sieger | Sieger | Verlierer | Verlierer | MVP             |
| ---- | --------------------- | ------ | ------ | --------- | --------- | --------------- |
| 1994 | Romford, London       | USA    | 16     | Europa    | 12        |                 |
| 1995 | Basildon              | Europa | 16     | USA       | 15        |                 |
| 1996 | Dagenham, London      | USA    | 15     | Europa    | 13        |                 |
| 1997 | Bethnal Green, London | USA    | 13     | Europa    | 8         |                 |
| 1998 | Bethnal Green, London | USA    | 13     | Europa    | 9         |                 |
| 1999 | Bethnal Green, London | USA    | 12     | Europa    | 7         |                 |
| 2000 | Bethnal Green, London | USA    | 12     | Europa    | 9         |                 |
| 2001 | Bethnal Green, London | USA    | 12     | Europa    | 1         |                 |
| 2002 | Bethnal Green, London | Europa | 12     | USA       | 9         |                 |
| 2003 | Las Vegas             | USA    | 11     | Europa    | 9         | Mika Immonen    |
| 2004 | Egmond aan Zee        | USA    | 12     | Europa    | 9         | Rodney Morris   |
| 2005 | Las Vegas             | USA    | 11     | Europa    | 6         | Earl Strickland |
| 2006 | Rotterdam             |        | 12     |           | 12        | Corey Deuel     |
| 2007 | Las Vegas             | Europa | 11     | USA       | 8         | Tony Drago      |
| 2008 | Portomaso             | Europa | 11     | USA       | 5         | Mika Immonen    |
| 2009 | Las Vegas             | USA    | 11     | Europa    | 7         | Dennis Hatch    |
| 2010 | Bethnal Green, London | Europa | 11     | USA       | 8         | Darren Appleton |
| 2011 | Las Vegas             | Europa | 11     | USA       | 7         | Niels Feijen    |
| 2012 | Bethnal Green, London | Europa | 11     | USA       | 9         | Chris Melling   |
| 2013 | Las Vegas             | Europa | 11     | USA       | 2         | Niels Feijen    |
| 2014 | Blackpool             | Europa | 11     | USA       | 5         | Niels Feijen    |
| 2015 | Paradise              | Europa | 11     | USA       | 7         | Niels Feijen    |
| 2016 | Haringey, London      | Europa | 11     | USA       | 3         | Albin Ouschan   |
| 2017 | Paradise              | Europa | 11     | USA       | 4         | Joshua Filler   |
| 2018 | Haringey, London      | USA    | 11     | Europa    | 9         | Skyler Woodward |
| 2019 | Las Vegas             | USA    | 11     | Europa    | 8         | Skyler Woodward |
| 2020 | Coventry              | Europa | 11     | USA       | 3         | Jayson Shaw     |
| 2021 | Haringey, London      | Europa | 11     | USA       | 6         | Jayson Shaw     |
| 2022 | Las Vegas             | Europa | 11     | USA       | 7         | Joshua Filler   |
| 2023 | Haringey, London      | Europa | 11     | USA       | 3         | Joshua Filler   |

### Gesamtstand
Die europäische Mannschaft führt bei den bisher 30 Austragungen mit 16 gewonnenen Partien, die Spieler aus den USA konnten 13 Partien für sich entscheiden; 2006 in Rotterdam trennte man sich unentschieden.
| Jahr      | Team   | Team | Stand   | Punkte    |
| --------- | ------ | ---- | ------- | --------- |
| seit 1994 | Europa | USA  | 16–1–13 | 301 – 273 |

### Statistik der einzelnen Spieler
Die folgenden Spieler haben bisher am Mosconi Cup teilgenommen (sortiert nach Anzahl der Teilnahmen):
Stand: nach Mosconi Cup 2017
| Teilnahmen | Teilnahmen | Name                | Land         |
| S          | NSK        | Name                | Land         |
| ---------- | ---------- | ------------------- | ------------ |
| 17         | 0          | Ralf Souquet        | Deutschland  |
| 15         | 0          | Mika Immonen        | Finnland     |
| 12         | 0          | Niels Feijen        | Niederlande  |
| 11         | 0          | Steve Davis         | England      |
| 8          | 1          | Oliver Ortmann      | Deutschland  |
| 8          | 0          | Darren Appleton     | England      |
| 8          | 0          | Nick van den Berg   | Niederlande  |
| 6          | 3          | Marcus Chamat       | Schweden     |
| 4          | 0          | Steve Knight        | England      |
| 4          | 0          | Karl Boyes          | England      |
| 3          | 0          | Mark Gray           | England      |
| 3          | 0          | Thorsten Hohmann    | Deutschland  |
| 3          | 0          | Thomas Engert       | Deutschland  |
| 2          | 2          | Alex Lely           | Niederlande  |
| 2          | 0          | David Alcaide       | Spanien      |
| 2          | 0          | Tony Drago          | Malta        |
| 2          | 0          | Chris Melling       | England      |
| 2          | 0          | Nikos Ekonomopoulos | Griechenland |
| 2          | 0          | Ronnie O’Sullivan   | England      |
| 2          | 0          | Albin Ouschan       | Osterreich   |
| 2          | 0          | Daryl Peach         | England      |
| 2          | 0          | Jayson Shaw         | Schottland   |
| 2          | 0          | Tom Storm           | Schweden     |
| 2          | 0          | Jimmy White         | England      |
| 1          | 0          | Tommy Donlon        | Irland       |
| 1          | 0          | Vincent Facquet     | Frankreich   |
| 3          | 0          | Joshua Filler       | Deutschland  |
| 4          | 0          | Allison Fisher      | England      |
| 1          | 0          | Alex Higgins        | Nordirland   |
| 1          | 0          | Raj Hundal          | England      |
| 1          | 0          | Lee Kendall         | England      |
| 1          | 0          | Imran Majid         | England      |
| 1          | 0          | Fabio Petroni       | Italien      |
| 1          | 0          | Andy Richardson     | England      |
| 1          | 0          | Franziska Stark     | Deutschland  |
| 1          | 0          | Konstantin Stepanow | Russland     |
| 1          | 0          | Lee Tucker          | England      |
| 0          | 8          | Johan Ruijsink      | Niederlande  |

| Teilnahmen | Teilnahmen | Name              | Land               |
| S          | NSK        | Name              | Land               |
| ---------- | ---------- | ----------------- | ------------------ |
| 17         | 0          | Johnny Archer     | Vereinigte Staaten |
| 15         | 0          | Earl Strickland   | Vereinigte Staaten |
| 11         | 0          | Shane van Boening | Vereinigte Staaten |
| 10         | 0          | Rodney Morris     | Vereinigte Staaten |
| 9          | 0          | Corey Deuel       | Vereinigte Staaten |
| 7          | 0          | Jeremy Jones      | Vereinigte Staaten |
| 5          | 1          | Charlie Williams  | Vereinigte Staaten |
| 5          | 0          | Dennis Hatch      | Vereinigte Staaten |
| 4          | 0          | Mike Dechaine     | Vereinigte Staaten |
| 3          | 4          | Nick Varner       | Vereinigte Staaten |
| 3          | 1          | Kim Davenport     | Vereinigte Staaten |
| 3          | 0          | Justin Bergman    | Vereinigte Staaten |
| 3          | 0          | James Rempe       | Vereinigte Staaten |
| 3          | 0          | Skyler Woodward   | Vereinigte Staaten |
| 2          | 3          | Mark Wilson       | Vereinigte Staaten |
| 2          | 0          | John Schmidt      | Vereinigte Staaten |
| 2          | 0          | Lou Butera        | Vereinigte Staaten |
| 2          | 0          | Michael Coltrain  | Vereinigte Staaten |
| 2          | 0          | Shannon Daulton   | Vereinigte Staaten |
| 2          | 0          | Óscar Domínguez   | Vereinigte Staaten |
| 2          | 0          | Mike Gulyassy     | Vereinigte Staaten |
| 2          | 0          | Robert Hunter     | Vereinigte Staaten |
| 2          | 0          | Mike Massey       | Vereinigte Staaten |
| 2          | 0          | Reed Pierce       | Vereinigte Staaten |
| 2          | 0          | Shawn Putnam      | Vereinigte Staaten |
| 2          | 0          | Tony Robles       | Vereinigte Staaten |
| 2          | 0          | Dallas West       | Vereinigte Staaten |
| 1          | 1          | C.J. Wiley        | Vereinigte Staaten |
| 1          | 0          | Justin Hall       | Vereinigte Staaten |
| 1          | 0          | Mike Davis        | Vereinigte Staaten |
| 1          | 0          | John DiToro       | Vereinigte Staaten |
| 1          | 0          | Paul Gerni        | Vereinigte Staaten |
| 1          | 0          | Roger Griffis     | Vereinigte Staaten |
| 1          | 0          | Danny Harriman    | Vereinigte Staaten |
| 1          | 0          | Allen Hopkins     | Vereinigte Staaten |
| 1          | 0          | Bobby Hunter      | Vereinigte Staaten |
| 1          | 0          | Jeanette Lee      | Vereinigte Staaten |
| 1          | 0          | Gabe Owen         | Vereinigte Staaten |
| 1          | 0          | Brandon Shuff     | Vereinigte Staaten |
| 1          | 0          | Billy Thorpe      | Vereinigte Staaten |
| 1          | 0          | Vivian Villarreal | Vereinigte Staaten |
| 0          | 1          | Buddy Hall        | Vereinigte Staaten |

### Statistik nach Nationen
Für Europa haben bisher Spieler aus 13 Nationen am Mosconi Cup teilgenommen. Die folgende Tabelle zeigt die Anzahl der Spieler pro Herkunftsland, die bisher am Mosconi Cup teilgenommen haben.
| 15 | England |
| 6  | Deutschland |
| 4  | Niederlande |
| 2  | Schweden |
| 1  | Finnland, Frankreich, Griechenland, Italien, Irland, Malta, Nordirland, Österreich, Russland, Schottland, Spanien |